# Грицики звичайні
Гри́цики звича́йні (Capsella bursa-pastoris L., Capsella hyrcana Grosch.) — однорічна або багаторічна зелена рослина з родини капустяних (Brassicaceae).
Міжнародна назва роду походить від латинського слова, що означає «сумка». Видова назва у перекладі з латинської мови — «пастухова». Місцеві назва — дика гречка, горобинець, горобине око тощо.

## Морфологічна характеристика

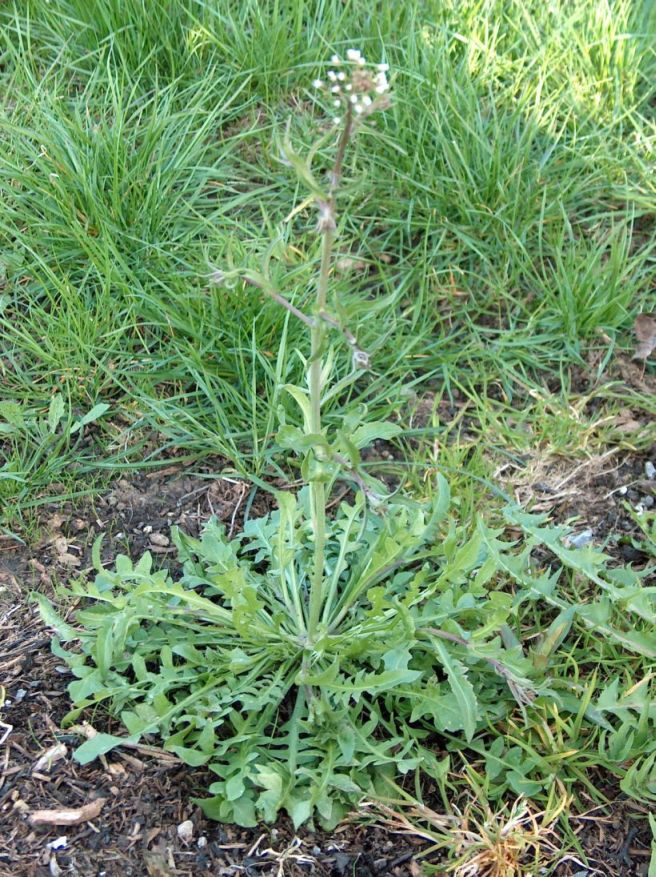

Однорічна трав'яниста рослина (10—15 см заввишки). Стебло пряме, просте або розгалужене. Прикореневі листки зібрані в розетці, перистороздільні, з трикутними, гострими, зубчастими частками, черешкові. Стеблові листки дрібніші, цілісні, ланцетні, сидячі, при основі стрілоподібні, стеблообгортні.
Квітки дрібні, правильні, зібрані у верхівкову китицю. Чашолистків і пелюсток по чотири, чашолистки яйцеподібні, пелюстки (2—3 мм завдовжки) білі, майже вдвоє більша від чашолистків. Тичинок шість, з них дві коротші за інші. Маточка одна, з верхньою зав'яззю, одним стовпчиком і головчастою приймочкою.
Плід — стиснутий з боків трикутно-оберненосерцеподібний стручечок (5—8 мм завширшки).

## Екологічна приуроченість
Росте як бур'ян на лісокультурних площах, лісових розсадниках, поблизу доріг, жител. Тіньовитривала рослина. Цвіте у квітні— червні.

## Поширення

### Природний ареал
- Африка
  - Макаронезія: Мадейра
  - Північна Африка: Марокко; Алжир; Туніс; Лівія; Єгипет
- Азія
  - Аравійський півострів: Саудівська Аравія; Ємен
  - Кавказ: Вірменія; Азербайджан; Грузія; Російська Федерація — Дагестан, Передкавказзя
  - Середня Азія: Казахстан; Киргизстан; Таджикистан; Туркменістан; Узбекистан
  - Західна Азія: Афганістан; Іран; Ірак; Ізраїль; Йорданія; Сирія; Туреччина
  - Індійський субконтинент: Пакистан
- Європа
  - Східна Європа: Білорусь; Естонія; Латвія; Литва; Молдова; європейська частина Росії; Україна
  - Середня Європа: Австрія; Бельгія; Чехія; Німеччина; Угорщина; Нідерланди; Словаччина; Швейцарія
  - Північна Європа: Данія; Фінляндія; Ісландія; Ірландія; Норвегія; Швеція; Об'єднане Королівство
  - Південно-Східна Європа: Албанія; Боснія і Герцеговина; Болгарія; Хорватія; Греція; Італія; Північна Македонія; Чорногорія; Румунія; Сербія; Словенія
  - Південно-Західна Європа: Франція; Португалія; Іспанія

### Ареал натуралізації
- Африка
  - Субсахарська Африка: Кенія; Танзанія; Уганда; Еритрея; Ефіопія; Зімбабве; Заїр; Лесото; Південно-Африканська Республіка
  - Макаронезія: Португалія — Азорські острови; Іспанія — Канарські острови
  - Індійський океан: Маврикій; Реюньйон
  - Китай
  - Східна Азія: Японія; Корея
  - Далекий Схід Росії
  - Сибір: Східний Сибір; Західний Сибір
  - Індійський субконтинент: Бутан; Індія; Шрі Ланка
- Австралазія
  - Австралія
  - Нова Зеландія
- Північна Америка
  - Канада; Мексика; Сполучені Штати Америки
  - Субарктична Америка: Гренландія
- Тихий океан
  - Гаваї
- Південна Америка
  - Бразилія; Аргентина; Чилі; Уругвай; Болівія; Еквадор; Перу
  - Карибський басейн: Куба; Гаїті; Ямайка
  - Мезоамерика: Коста-Рика; Гватемала

### Ареал культивування
- Азія
  - Китай
  - Східна Азія: Корея

Трапляються грицики по всій Україні. Заготовляють їх в усіх областях України.

## Практичне використання
Лікарська, вітамінозна, харчова, медоносна, кормова рослина.

### У медицині
У науковій медицині використовують надземну частину — Herba bursae pastoris, яку рекомендують проти різноманітних внутрішніх кровотеч (легеневих, ниркових, носових, шлунково-кишкових і особливо маткових), а також при надмірних менструаціях. Препарати грициків посилюють перистальтику кишки, рекомендуються при застуді, хворобах печінки і нирок, сечового міхура, при порушенні обміну речовин, ревматизмі.

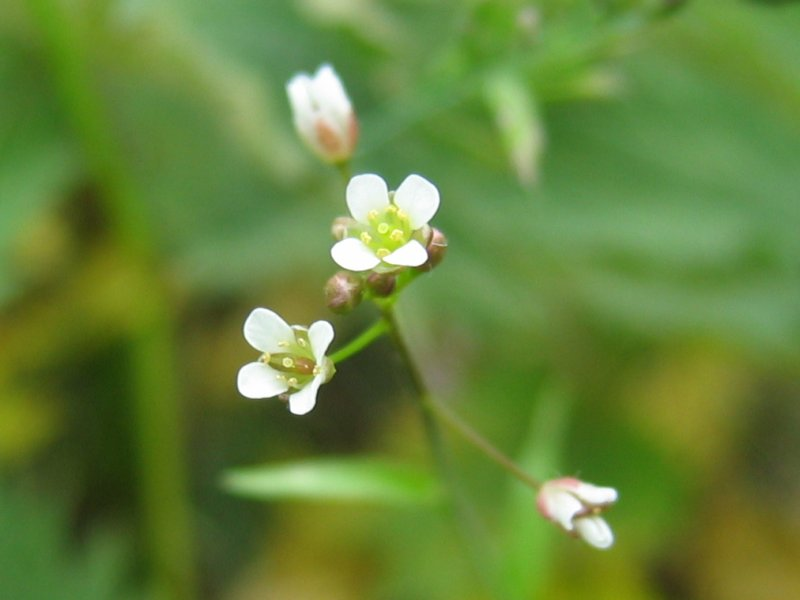
Квітки грицики звичайні

У народній медицині грицики використовують як кровоспинний засіб, при блюванні (токсикозі) у вагітних жінок, при гіпертонічній хворобі, гастриті та виразці шлунка, при запаленнях і піску в сечовому міхурі, при туберкульозі, простуді, геморої, жовчних каменях, нетриманні сечі, жіночих хворобах, легкому перебігу шигельозу. Сік з свіжої рослини п'ють при ревматизмі і проносах. Зовнішньо вживають для промивання ран, для компресів або розтирання при пораненнях чи контузії.
У гомеопатії використовують есенцію з свіжої рослини. У ветеринарній практиці грицики застосовують при кривавих проносах і сечі у великої рогатої худоби, при маткових кровотечах і послабленні тонусу матки.

### У харчуванні
У траві грициків містяться алкалоїд бурсин, ефірні олії, сірковмісні й дубильні речовини, сапоніни, холін, яблучна, винна і лимонна кислоти, фітонциди, багато калію, залізо, мідь, хром, манган та інші мікроелементи. Листки містять вітамін С (90-170 мг%), провітамін А (10-12 мг%), вітаміни К, В2, D. Вітаміну А у грициків удвічі більше за моркву, а вітаміну В2 — у півтори рази за капусту.
Молоді рослини ніжні й смачні, придатні для приготування салатів, як приправа до м'ясних страв, їх додають у борщі, супи; з протертих листків готують пюре. Насіння грициків містить олію (27,9 — 30 %), тому його використовують як замінник гірчиці.
Рослина популярна в Китаї, де її вирощують на невгіддях як салатне зілля. Листя використовується в китайській кухні не лише для салатів, а й для юшок, овочевого пюре, борщів тощо. У густонаселених районах деяких східних країн грицики культивують на городах, де вони розвиваються в грубу рослину з соковитим великим листям. У Японії та Індії листя грициків додають до юшок. Стара зелень дає поживні та смачні бульйони. З вареного листя готують юшкове пюре. А до м'ясних страв додають на смак висушене й розтерте листя. У Білорусі та на Кавказі з листя грициків готують юшки та борщі. У Франції ніжне зілля цієї рослини — обов'язковий компонент гострих салатів.
Перетерте на порошок сухе листя, надто насіння мають гіркуватий пряний присмак, можуть заміняти гірчицю.
Рослина задовільно поїдається худобою, медонос.

## Збирання, переробка та зберігання
Збирають надземну частину під час цвітіння, зрізуючи ножами, серпами, а при суцільних заростях скошують косами. Сушать на відкритому повітрі, на горищах під залізним дахом або під наметами з доброю вентиляцією, розстилаючи тонким шаром. Суху речовину пресують у тюки вагою по 100 кг. Зберігають у сухих, добре провітрюваних приміщеннях. Термін зберігання — три роки.